# لوتار كوخ
لوثار كوخ (بالألمانية: Lothar Koch)‏ هو زمّار ألماني، ولد في 1 يوليو 1935 في فلبرت في ألمانيا، وتوفي في 16 مارس 2003 في سالزبورغ في النمسا.

## وصلات خارجية
- لوثار كوش على موقع ميوزك برينز (الإنجليزية)
- لوثار كوش على موقع أول ميوزيك (الإنجليزية)
- لوثار كوش على موقع ديسكوغز (الإنجليزية)